# 2022-es női kosárlabda-világbajnokság
A 2022-es női kosárlabda-világbajnokság a 19. volt a sportág történetében. Ausztráliában rendezték szeptember 22. és október 1. között. A világbajnokságon 12 válogatott vett részt. A világbajnok az Egyesült Államok lett, története során 11. alkalommal.

## Helyszínek
A torna mérkőzéseinek két csarnok adott otthont.
| Sydney           | Sydney              | Sydney |
| Sydney SuperDome | State Sports Centre | Sydney |
| Férőhely: 21 032 | Férőhely: 5006      | Sydney |
|                  |                     | Sydney |

## Résztvevők
Ausztrália rendezőként automatikusan részvételi jogot kapott. A többi csapat selejtezőn jutott ki. 2022. március 1-jén Oroszországot kizárták az Ukrajna elleni invázió miatt. 2022. május 18-án Puerto Rico kapott szabadkártyát. 2022 júniusában politikai okok miatt Nigéria visszalépett, a helyét afrikai másodikként Mali kapta meg.
| Esemény   | Rendező    | Dátum                           | Kvóta | Csapat                                |
| --------- | ---------- | ------------------------------- | ----- | ------------------------------------- |
| Rendező   | –          | 2020. március 26.               | 1     | Ausztrália                            |
| Olimpia   | Tokió      | 2021. július 26. – augusztus 8. | 1     | Egyesült Államok                      |
| Selejtező | Belgrád    | 2022. február 10–13.            | 2     | Szerbia · Dél-Korea                   |
| Selejtező | Belgrád    | 2022. február 10–13.            | 3     | Kína · Franciaország · Nigéria · Mali |
| Selejtező | Oszaka     | 2022. február 10–13.            | 3     | Bosznia-Hercegovina · Kanada · Japán  |
| Selejtező | Washington | 2022. február 10–13.            | 2     | Belgium · Oroszország · Puerto Rico   |

## Csoportkör
A mérkőzések kezdési időpontjai helyi idő szerint, zárójelben magyar idő szerint értendők.

### A csoport
| Hely. | Csapat              | M | Gy | V | P+  | P–  | Pk   | P  | Továbbjutás                             |
| ----- | ------------------- | - | -- | - | --- | --- | ---- | -- | --------------------------------------- |
| 1.    | Egyesült Államok    | 5 | 5  | 0 | 536 | 305 | +231 | 10 | Továbbjutott a egyenes kieséses szakasz |
| 2.    | Kína                | 5 | 4  | 1 | 444 | 287 | +157 | 9  | Továbbjutott a egyenes kieséses szakasz |
| 3.    | Belgium             | 5 | 3  | 2 | 364 | 349 | +15  | 8  | Továbbjutott a egyenes kieséses szakasz |
| 4.    | Puerto Rico         | 5 | 2  | 3 | 341 | 400 | −59  | 7  | Továbbjutott a egyenes kieséses szakasz |
| 5.    | Dél-Korea           | 5 | 1  | 4 | 346 | 494 | −148 | 6  |                                         |
| 6.    | Bosznia-Hercegovina | 5 | 0  | 5 | 289 | 485 | −196 | 5  |                                         |

| 2022. szeptember 22. 10:30 (2:30) | Bosznia-Hercegovina                     | 58–82     | Puerto Rico  | State Sports Centre, Sydney Nézőszám: 767 Játékvezetők: Scott Beker (AUS), Yasmina Alcaraz (ESP), Daigo Urushima (JPN) |
| 2022. szeptember 22. 10:30 (2:30) | (16–31, 20–22, 9–16, 13–13) Jegyzőkönyv |           |              | State Sports Centre, Sydney Nézőszám: 767 Játékvezetők: Scott Beker (AUS), Yasmina Alcaraz (ESP), Daigo Urushima (JPN) |
| 2022. szeptember 22. 10:30 (2:30) | Jones 15                                | Pont      | Guirantes 26 | State Sports Centre, Sydney Nézőszám: 767 Játékvezetők: Scott Beker (AUS), Yasmina Alcaraz (ESP), Daigo Urushima (JPN) |
| 2022. szeptember 22. 10:30 (2:30) | Elez, Jones 8                           | Lepattanó | Guirantes 9  | State Sports Centre, Sydney Nézőszám: 767 Játékvezetők: Scott Beker (AUS), Yasmina Alcaraz (ESP), Daigo Urushima (JPN) |
| 2022. szeptember 22. 10:30 (2:30) | Jones 4                                 | Gólpassz  | Guirantes 8  | State Sports Centre, Sydney Nézőszám: 767 Játékvezetők: Scott Beker (AUS), Yasmina Alcaraz (ESP), Daigo Urushima (JPN) |

| 2022. szeptember 22. 11:30 (3:30) | Egyesült Államok                         | 87–72     | Belgium         | Sydney SuperDome, Sydney Nézőszám: 2277 Játékvezetők: Wojciech Liszka (POL), Andreia Silva (BRA), Ariadna Chueca (ESP) |
| 2022. szeptember 22. 11:30 (3:30) | (32–22, 16–17, 24–17, 15–16) Jegyzőkönyv |           |                 | Sydney SuperDome, Sydney Nézőszám: 2277 Játékvezetők: Wojciech Liszka (POL), Andreia Silva (BRA), Ariadna Chueca (ESP) |
| 2022. szeptember 22. 11:30 (3:30) | Stewart 22                               | Pont      | Vanloo 13       | Sydney SuperDome, Sydney Nézőszám: 2277 Játékvezetők: Wojciech Liszka (POL), Andreia Silva (BRA), Ariadna Chueca (ESP) |
| 2022. szeptember 22. 11:30 (3:30) | Thomas 7                                 | Lepattanó | Linskens 10     | Sydney SuperDome, Sydney Nézőszám: 2277 Játékvezetők: Wojciech Liszka (POL), Andreia Silva (BRA), Ariadna Chueca (ESP) |
| 2022. szeptember 22. 11:30 (3:30) | Thomas 9                                 | Gólpassz  | három játékos 4 | Sydney SuperDome, Sydney Nézőszám: 2277 Játékvezetők: Wojciech Liszka (POL), Andreia Silva (BRA), Ariadna Chueca (ESP) |

| 2022. szeptember 22. 17:30 (9:30) | Dél-Korea                               | 44–107    | Kína            | Sydney SuperDome, Sydney Nézőszám: 6093 Játékvezetők: Maripier Malo (CAN), Christopher Reid (AUS), Martin Vulić (CRO) |
| 2022. szeptember 22. 17:30 (9:30) | (11–27, 9–27, 12–26, 12–27) Jegyzőkönyv |           |                 | Sydney SuperDome, Sydney Nézőszám: 6093 Játékvezetők: Maripier Malo (CAN), Christopher Reid (AUS), Martin Vulić (CRO) |
| 2022. szeptember 22. 17:30 (9:30) | Park J. 14                              | Pont      | Li M., Yang 14  | Sydney SuperDome, Sydney Nézőszám: 6093 Játékvezetők: Maripier Malo (CAN), Christopher Reid (AUS), Martin Vulić (CRO) |
| 2022. szeptember 22. 17:30 (9:30) | An 4                                    | Lepattanó | Han 15          | Sydney SuperDome, Sydney Nézőszám: 6093 Játékvezetők: Maripier Malo (CAN), Christopher Reid (AUS), Martin Vulić (CRO) |
| 2022. szeptember 22. 17:30 (9:30) | három játékos 2                         | Gólpassz  | három játékos 4 | Sydney SuperDome, Sydney Nézőszám: 6093 Játékvezetők: Maripier Malo (CAN), Christopher Reid (AUS), Martin Vulić (CRO) |

| 2022. szeptember 23. 10:30 (2:30) | Puerto Rico                             | 42–106    | Egyesült Államok | State Sports Centre, Sydney Nézőszám: 1372 Játékvezetők: Yu Jung (TPE), Özlem Yalman (TUR), Joyce Muchenu (ZIM) |
| 2022. szeptember 23. 10:30 (2:30) | (11–27, 10–27, 6–26, 15–26) Jegyzőkönyv |           |                  | State Sports Centre, Sydney Nézőszám: 1372 Játékvezetők: Yu Jung (TPE), Özlem Yalman (TUR), Joyce Muchenu (ZIM) |
| 2022. szeptember 23. 10:30 (2:30) | Hollingshed 10                          | Pont      | Austin 19        | State Sports Centre, Sydney Nézőszám: 1372 Játékvezetők: Yu Jung (TPE), Özlem Yalman (TUR), Joyce Muchenu (ZIM) |
| 2022. szeptember 23. 10:30 (2:30) | Guirantes 6                             | Lepattanó | Austin 10        | State Sports Centre, Sydney Nézőszám: 1372 Játékvezetők: Yu Jung (TPE), Özlem Yalman (TUR), Joyce Muchenu (ZIM) |
| 2022. szeptember 23. 10:30 (2:30) | Rosado 3                                | Gólpassz  | Atkins, Jones 5  | State Sports Centre, Sydney Nézőszám: 1372 Játékvezetők: Yu Jung (TPE), Özlem Yalman (TUR), Joyce Muchenu (ZIM) |

| 2022. szeptember 23. 13:00 (5:00) | Belgium                                  | 84–61     | Dél-Korea         | State Sports Centre, Sydney Nézőszám: 1498 Játékvezetők: Scott Beker (AUS), Daigo Urushima (JPN), Amir Taboubi (TUN) |
| 2022. szeptember 23. 13:00 (5:00) | (26–12, 24–18, 19–20, 15–11) Jegyzőkönyv |           |                   | State Sports Centre, Sydney Nézőszám: 1498 Játékvezetők: Scott Beker (AUS), Daigo Urushima (JPN), Amir Taboubi (TUN) |
| 2022. szeptember 23. 13:00 (5:00) | Ben Abdelkader 17                        | Pont      | Kang 11           | State Sports Centre, Sydney Nézőszám: 1498 Játékvezetők: Scott Beker (AUS), Daigo Urushima (JPN), Amir Taboubi (TUN) |
| 2022. szeptember 23. 13:00 (5:00) | Meesseman 10                             | Lepattanó | An, Park J. 4     | State Sports Centre, Sydney Nézőszám: 1498 Játékvezetők: Scott Beker (AUS), Daigo Urushima (JPN), Amir Taboubi (TUN) |
| 2022. szeptember 23. 13:00 (5:00) | Allemand 8                               | Gólpassz  | Kim D., Park J. 3 | State Sports Centre, Sydney Nézőszám: 1498 Játékvezetők: Scott Beker (AUS), Daigo Urushima (JPN), Amir Taboubi (TUN) |

| 2022. szeptember 23. 14:30 (6:30) | Kína                                    | 98–51     | Bosznia-Hercegovina | Sydney SuperDome, Sydney Nézőszám: 986 Játékvezetők: Maj Forsberg (DEN), Julio Anaya (PAN), Sara El-Sharnouby (EGY) |
| 2022. szeptember 23. 14:30 (6:30) | (26–21, 24–10, 32–15, 16–5) Jegyzőkönyv |           |                     | Sydney SuperDome, Sydney Nézőszám: 986 Játékvezetők: Maj Forsberg (DEN), Julio Anaya (PAN), Sara El-Sharnouby (EGY) |
| 2022. szeptember 23. 14:30 (6:30) | Han 18                                  | Pont      | Jones 17            | Sydney SuperDome, Sydney Nézőszám: 986 Játékvezetők: Maj Forsberg (DEN), Julio Anaya (PAN), Sara El-Sharnouby (EGY) |
| 2022. szeptember 23. 14:30 (6:30) | Li Yue. 9                               | Lepattanó | Jones 9             | Sydney SuperDome, Sydney Nézőszám: 986 Játékvezetők: Maj Forsberg (DEN), Julio Anaya (PAN), Sara El-Sharnouby (EGY) |
| 2022. szeptember 23. 14:30 (6:30) | Li Yua. 7                               | Gólpassz  | Elez 5              | Sydney SuperDome, Sydney Nézőszám: 986 Játékvezetők: Maj Forsberg (DEN), Julio Anaya (PAN), Sara El-Sharnouby (EGY) |

| 2022. szeptember 24. 14:30 (6:30) | Egyesült Államok                         | 77–63     | Kína           | Sydney SuperDome, Sydney Nézőszám: 9447 Játékvezetők: Scott Beker (AUS), Viola Györgyi (NOR), Martin Vulić (CRO) |
| 2022. szeptember 24. 14:30 (6:30) | (18–13, 26–12, 12–22, 21–16) Jegyzőkönyv |           |                | Sydney SuperDome, Sydney Nézőszám: 9447 Játékvezetők: Scott Beker (AUS), Viola Györgyi (NOR), Martin Vulić (CRO) |
| 2022. szeptember 24. 14:30 (6:30) | Wilson 20                                | Pont      | Li M. 21       | Sydney SuperDome, Sydney Nézőszám: 9447 Játékvezetők: Scott Beker (AUS), Viola Györgyi (NOR), Martin Vulić (CRO) |
| 2022. szeptember 24. 14:30 (6:30) | Stewart 9                                | Lepattanó | Li Yue., Han 6 | Sydney SuperDome, Sydney Nézőszám: 9447 Játékvezetők: Scott Beker (AUS), Viola Györgyi (NOR), Martin Vulić (CRO) |
| 2022. szeptember 24. 14:30 (6:30) | Thomas 5                                 | Gólpassz  | Wang 6         | Sydney SuperDome, Sydney Nézőszám: 9447 Játékvezetők: Scott Beker (AUS), Viola Györgyi (NOR), Martin Vulić (CRO) |

| 2022. szeptember 24. 18:00 (10:00) | Bosznia-Hercegovina                      | 66–99     | Dél-Korea | Sydney SuperDome, Sydney Nézőszám: 1072 Játékvezetők: Julio Anaya (PAN), Yu Jung (TPE), Ariadna Chueca (ESP) |
| 2022. szeptember 24. 18:00 (10:00) | (20–25, 17–20, 15–31, 14–23) Jegyzőkönyv |           |           | Sydney SuperDome, Sydney Nézőszám: 1072 Játékvezetők: Julio Anaya (PAN), Yu Jung (TPE), Ariadna Chueca (ESP) |
| 2022. szeptember 24. 18:00 (10:00) | Jones 21                                 | Pont      | Kang 37   | Sydney SuperDome, Sydney Nézőszám: 1072 Játékvezetők: Julio Anaya (PAN), Yu Jung (TPE), Ariadna Chueca (ESP) |
| 2022. szeptember 24. 18:00 (10:00) | Jones 9                                  | Lepattanó | Kang 8    | Sydney SuperDome, Sydney Nézőszám: 1072 Játékvezetők: Julio Anaya (PAN), Yu Jung (TPE), Ariadna Chueca (ESP) |
| 2022. szeptember 24. 18:00 (10:00) | Tavić 6                                  | Gólpassz  | Kim D. 8  | Sydney SuperDome, Sydney Nézőszám: 1072 Játékvezetők: Julio Anaya (PAN), Yu Jung (TPE), Ariadna Chueca (ESP) |

| 2022. szeptember 24. 20:30 (12:30) | Puerto Rico                              | 65–68     | Belgium      | Sydney SuperDome, Sydney Nézőszám: 1189 Játékvezetők: Gatis Saliņš (LAT), Maripier Malo (CAN), Christopher Reid (AUS) |
| 2022. szeptember 24. 20:30 (12:30) | (11–12, 20–19, 17–18, 17–19) Jegyzőkönyv |           |              | Sydney SuperDome, Sydney Nézőszám: 1189 Játékvezetők: Gatis Saliņš (LAT), Maripier Malo (CAN), Christopher Reid (AUS) |
| 2022. szeptember 24. 20:30 (12:30) | Guirantes 27                             | Pont      | Linskens 24  | Sydney SuperDome, Sydney Nézőszám: 1189 Játékvezetők: Gatis Saliņš (LAT), Maripier Malo (CAN), Christopher Reid (AUS) |
| 2022. szeptember 24. 20:30 (12:30) | Guirantes 10                             | Lepattanó | Linskens 13  | Sydney SuperDome, Sydney Nézőszám: 1189 Játékvezetők: Gatis Saliņš (LAT), Maripier Malo (CAN), Christopher Reid (AUS) |
| 2022. szeptember 24. 20:30 (12:30) | Guirantes 4                              | Gólpassz  | Meesseman 11 | Sydney SuperDome, Sydney Nézőszám: 1189 Játékvezetők: Gatis Saliņš (LAT), Maripier Malo (CAN), Christopher Reid (AUS) |

| 2022. szeptember 26. 11:30 (3:30) | Belgium                                  | 85–55     | Bosznia-Hercegovina | Sydney SuperDome, Sydney Nézőszám: 929 Játékvezetők: Scott Beker (AUS), Viola Györgyi (NOR), Yasmina Alcaraz (ESP) |
| 2022. szeptember 26. 11:30 (3:30) | (17–12, 20–10, 25–17, 23–16) Jegyzőkönyv |           |                     | Sydney SuperDome, Sydney Nézőszám: 929 Játékvezetők: Scott Beker (AUS), Viola Györgyi (NOR), Yasmina Alcaraz (ESP) |
| 2022. szeptember 26. 11:30 (3:30) | Ben Adbelkader 18                        | Pont      | Elez, Tavić 13      | Sydney SuperDome, Sydney Nézőszám: 929 Játékvezetők: Scott Beker (AUS), Viola Györgyi (NOR), Yasmina Alcaraz (ESP) |
| 2022. szeptember 26. 11:30 (3:30) | Meesseman 8                              | Lepattanó | Jones 8             | Sydney SuperDome, Sydney Nézőszám: 929 Játékvezetők: Scott Beker (AUS), Viola Györgyi (NOR), Yasmina Alcaraz (ESP) |
| 2022. szeptember 26. 11:30 (3:30) | Allemand 9                               | Gólpassz  | Džombeta, Tavić 2   | Sydney SuperDome, Sydney Nézőszám: 929 Játékvezetők: Scott Beker (AUS), Viola Györgyi (NOR), Yasmina Alcaraz (ESP) |

| 2022. szeptember 26. 14:00 (6:00) | Dél-Korea                                | 69–145    | Egyesült Államok | Sydney SuperDome, Sydney Nézőszám: 1522 Játékvezetők: Martin Vulić (CRO), Sara El-Sharnouby (EGY), Yana Nikogossyan (KAZ) |
| 2022. szeptember 26. 14:00 (6:00) | (21–32, 19–36, 12–38, 17–39) Jegyzőkönyv |           |                  | Sydney SuperDome, Sydney Nézőszám: 1522 Játékvezetők: Martin Vulić (CRO), Sara El-Sharnouby (EGY), Yana Nikogossyan (KAZ) |
| 2022. szeptember 26. 14:00 (6:00) | Park H. 17                               | Pont      | Jones 24         | Sydney SuperDome, Sydney Nézőszám: 1522 Játékvezetők: Martin Vulić (CRO), Sara El-Sharnouby (EGY), Yana Nikogossyan (KAZ) |
| 2022. szeptember 26. 14:00 (6:00) | An 5                                     | Lepattanó | négy játékos 8   | Sydney SuperDome, Sydney Nézőszám: 1522 Játékvezetők: Martin Vulić (CRO), Sara El-Sharnouby (EGY), Yana Nikogossyan (KAZ) |
| 2022. szeptember 26. 14:00 (6:00) | Kim D., Park H. 3                        | Gólpassz  | Plum 9           | Sydney SuperDome, Sydney Nézőszám: 1522 Játékvezetők: Martin Vulić (CRO), Sara El-Sharnouby (EGY), Yana Nikogossyan (KAZ) |

| 2022. szeptember 26. 17:30 (9:30) | Kína                                     | 95–60     | Puerto Rico    | Sydney SuperDome, Sydney Nézőszám: 3389 Játékvezetők: Maj Forsberg (DEN), Maripier Malo (CAN), Daigo Urushima (JPN) |
| 2022. szeptember 26. 17:30 (9:30) | (25–15, 26–10, 21–17, 23–18) Jegyzőkönyv |           |                | Sydney SuperDome, Sydney Nézőszám: 3389 Játékvezetők: Maj Forsberg (DEN), Maripier Malo (CAN), Daigo Urushima (JPN) |
| 2022. szeptember 26. 17:30 (9:30) | Li Yue. 16                               | Pont      | San Antonio 19 | Sydney SuperDome, Sydney Nézőszám: 3389 Játékvezetők: Maj Forsberg (DEN), Maripier Malo (CAN), Daigo Urushima (JPN) |
| 2022. szeptember 26. 17:30 (9:30) | Li Yue., Wang 8                          | Lepattanó | Vargas 6       | Sydney SuperDome, Sydney Nézőszám: 3389 Játékvezetők: Maj Forsberg (DEN), Maripier Malo (CAN), Daigo Urushima (JPN) |
| 2022. szeptember 26. 17:30 (9:30) | Li Yua. 9                                | Gólpassz  | Quiñones 3     | Sydney SuperDome, Sydney Nézőszám: 3389 Játékvezetők: Maj Forsberg (DEN), Maripier Malo (CAN), Daigo Urushima (JPN) |

| 2022. szeptember 27. 11:30 (3:30) | Puerto Rico                              | 92–73     | Dél-Korea | Sydney SuperDome, Sydney Nézőszám: 667 Játékvezetők: Gatis Saliņš (LAT), Viola Györgyi (NOR), Andreia Silva (BRA) |
| 2022. szeptember 27. 11:30 (3:30) | (28–10, 23–20, 21–17, 20–26) Jegyzőkönyv |           |           | Sydney SuperDome, Sydney Nézőszám: 667 Játékvezetők: Gatis Saliņš (LAT), Viola Györgyi (NOR), Andreia Silva (BRA) |
| 2022. szeptember 27. 11:30 (3:30) | Hollingshed 29                           | Pont      | Kang 22   | Sydney SuperDome, Sydney Nézőszám: 667 Játékvezetők: Gatis Saliņš (LAT), Viola Györgyi (NOR), Andreia Silva (BRA) |
| 2022. szeptember 27. 11:30 (3:30) | Hollingshed 12                           | Lepattanó | Shin 5    | Sydney SuperDome, Sydney Nézőszám: 667 Játékvezetők: Gatis Saliņš (LAT), Viola Györgyi (NOR), Andreia Silva (BRA) |
| 2022. szeptember 27. 11:30 (3:30) | Guirantes 5                              | Gólpassz  | Park H. 6 | Sydney SuperDome, Sydney Nézőszám: 667 Játékvezetők: Gatis Saliņš (LAT), Viola Györgyi (NOR), Andreia Silva (BRA) |

| 2022. szeptember 27. 13:30 (5:30) | Kína                                     | 81–55     | Belgium     | State Sports Centre, Sydney Nézőszám: 1314 Játékvezetők: Wojciech Liszka (POL), Maripier Malo (CAN), Sara El-Sharnouby (EGY) |
| 2022. szeptember 27. 13:30 (5:30) | (17–14, 18–14, 19–17, 27–10) Jegyzőkönyv |           |             | State Sports Centre, Sydney Nézőszám: 1314 Játékvezetők: Wojciech Liszka (POL), Maripier Malo (CAN), Sara El-Sharnouby (EGY) |
| 2022. szeptember 27. 13:30 (5:30) | Li M. 16                                 | Pont      | Linskens 14 | State Sports Centre, Sydney Nézőszám: 1314 Játékvezetők: Wojciech Liszka (POL), Maripier Malo (CAN), Sara El-Sharnouby (EGY) |
| 2022. szeptember 27. 13:30 (5:30) | Li Yue. 9                                | Lepattanó | Linskens 7  | State Sports Centre, Sydney Nézőszám: 1314 Játékvezetők: Wojciech Liszka (POL), Maripier Malo (CAN), Sara El-Sharnouby (EGY) |
| 2022. szeptember 27. 13:30 (5:30) | Yang, Wang 6                             | Gólpassz  | Allemand 4  | State Sports Centre, Sydney Nézőszám: 1314 Játékvezetők: Wojciech Liszka (POL), Maripier Malo (CAN), Sara El-Sharnouby (EGY) |

| 2022. szeptember 27. 14:00 (6:00) | Egyesült Államok                         | 121–59    | Bosznia-Hercegovina | Sydney SuperDome, Sydney Nézőszám: 1293 Játékvezetők: Scott Beker (AUS), Daigo Urushima (JPN), Amir Taboubi (TUN) |
| 2022. szeptember 27. 14:00 (6:00) | (33–15, 30–16, 29–13, 29–15) Jegyzőkönyv |           |                     | Sydney SuperDome, Sydney Nézőszám: 1293 Játékvezetők: Scott Beker (AUS), Daigo Urushima (JPN), Amir Taboubi (TUN) |
| 2022. szeptember 27. 14:00 (6:00) | Plum 20                                  | Pont      | Elez 19             | Sydney SuperDome, Sydney Nézőszám: 1293 Játékvezetők: Scott Beker (AUS), Daigo Urushima (JPN), Amir Taboubi (TUN) |
| 2022. szeptember 27. 14:00 (6:00) | Stewart 7                                | Lepattanó | Jones 10            | Sydney SuperDome, Sydney Nézőszám: 1293 Játékvezetők: Scott Beker (AUS), Daigo Urushima (JPN), Amir Taboubi (TUN) |
| 2022. szeptember 27. 14:00 (6:00) | Gray, Plum 7                             | Gólpassz  | Deura, Džombeta 4   | Sydney SuperDome, Sydney Nézőszám: 1293 Játékvezetők: Scott Beker (AUS), Daigo Urushima (JPN), Amir Taboubi (TUN) |

### B csoport
| Hely. | Csapat         | M | Gy | V | P+  | P–  | Pk   | P | Továbbjutás                             |
| ----- | -------------- | - | -- | - | --- | --- | ---- | - | --------------------------------------- |
| 1.    | Ausztrália (R) | 5 | 4  | 1 | 390 | 308 | +82  | 9 | Továbbjutott a egyenes kieséses szakasz |
| 2.    | Kanada         | 5 | 4  | 1 | 356 | 301 | +55  | 9 | Továbbjutott a egyenes kieséses szakasz |
| 3.    | Szerbia        | 5 | 3  | 2 | 332 | 330 | +2   | 8 | Továbbjutott a egyenes kieséses szakasz |
| 4.    | Franciaország  | 5 | 3  | 2 | 318 | 296 | +22  | 8 | Továbbjutott a egyenes kieséses szakasz |
| 5.    | Japán          | 5 | 1  | 4 | 316 | 333 | −17  | 6 |                                         |
| 6.    | Mali           | 5 | 0  | 5 | 306 | 450 | −144 | 5 |                                         |

1. 1 2  Ausztrália 75–72 Kanada
2. 1 2  Szerbia 68–62 Franciaország

| 2022. szeptember 22. 13:00 (5:00) | Kanada                                   | 67–60     | Szerbia     | State Sports Centre, Sydney Nézőszám: 1248 Játékvezetők: Amy Bonner (USA), Maj Forsberg (DEN), Viola Györgyi (ROU) |
| 2022. szeptember 22. 13:00 (5:00) | (15–16, 23–12, 16–13, 13–19) Jegyzőkönyv |           |             | State Sports Centre, Sydney Nézőszám: 1248 Játékvezetők: Amy Bonner (USA), Maj Forsberg (DEN), Viola Györgyi (ROU) |
| 2022. szeptember 22. 13:00 (5:00) | Alexander 13                             | Pont      | Anderson 18 | State Sports Centre, Sydney Nézőszám: 1248 Játékvezetők: Amy Bonner (USA), Maj Forsberg (DEN), Viola Györgyi (ROU) |
| 2022. szeptember 22. 13:00 (5:00) | Achonwa 8                                | Lepattanó | Krajišnik 8 | State Sports Centre, Sydney Nézőszám: 1248 Játékvezetők: Amy Bonner (USA), Maj Forsberg (DEN), Viola Györgyi (ROU) |
| 2022. szeptember 22. 13:00 (5:00) | Nurse 3                                  | Gólpassz  | Anderson 3  | State Sports Centre, Sydney Nézőszám: 1248 Játékvezetők: Amy Bonner (USA), Maj Forsberg (DEN), Viola Györgyi (ROU) |

| 2022. szeptember 22. 14:00 (6:00) | Japán                                    | 89–56     | Mali       | Sydney SuperDome, Sydney Nézőszám: 2490 Játékvezetők: Gatis Saliņš (LAT), Sara El-Sharnouby (EGY), Ryan Jones (NZL) |
| 2022. szeptember 22. 14:00 (6:00) | (21–18, 26–11, 19–15, 23–12) Jegyzőkönyv |           |            | Sydney SuperDome, Sydney Nézőszám: 2490 Játékvezetők: Gatis Saliņš (LAT), Sara El-Sharnouby (EGY), Ryan Jones (NZL) |
| 2022. szeptember 22. 14:00 (6:00) | Hirashita 17                             | Pont      | N'Diaye 13 | Sydney SuperDome, Sydney Nézőszám: 2490 Játékvezetők: Gatis Saliņš (LAT), Sara El-Sharnouby (EGY), Ryan Jones (NZL) |
| 2022. szeptember 22. 14:00 (6:00) | Tokashiki 7                              | Lepattanó | Koné 14    | Sydney SuperDome, Sydney Nézőszám: 2490 Játékvezetők: Gatis Saliņš (LAT), Sara El-Sharnouby (EGY), Ryan Jones (NZL) |
| 2022. szeptember 22. 14:00 (6:00) | Miyazaki 6                               | Gólpassz  | Koné 4     | Sydney SuperDome, Sydney Nézőszám: 2490 Játékvezetők: Gatis Saliņš (LAT), Sara El-Sharnouby (EGY), Ryan Jones (NZL) |

| 2022. szeptember 22. 20:30 (12:30) | Ausztrália                               | 57–70     | Franciaország | Sydney SuperDome, Sydney Nézőszám: 9291 Játékvezetők: Julio Anaya (PAN), Blanca Burns (USA), Johnny Batista (PUR) |
| 2022. szeptember 22. 20:30 (12:30) | (17–18, 14–14, 16–20, 10–18) Jegyzőkönyv |           |               | Sydney SuperDome, Sydney Nézőszám: 9291 Játékvezetők: Julio Anaya (PAN), Blanca Burns (USA), Johnny Batista (PUR) |
| 2022. szeptember 22. 20:30 (12:30) | Allen 16                                 | Pont      | Williams 23   | Sydney SuperDome, Sydney Nézőszám: 9291 Játékvezetők: Julio Anaya (PAN), Blanca Burns (USA), Johnny Batista (PUR) |
| 2022. szeptember 22. 20:30 (12:30) | három játékos 7                          | Lepattanó | Michel 8      | Sydney SuperDome, Sydney Nézőszám: 9291 Játékvezetők: Julio Anaya (PAN), Blanca Burns (USA), Johnny Batista (PUR) |
| 2022. szeptember 22. 20:30 (12:30) | négy játékos 2                           | Gólpassz  | Fauthoux 6    | Sydney SuperDome, Sydney Nézőszám: 9291 Játékvezetők: Julio Anaya (PAN), Blanca Burns (USA), Johnny Batista (PUR) |

| 2022. szeptember 23. 12:00 (4:00) | Szerbia                                 | 69–64     | Japán      | Sydney SuperDome, Sydney Nézőszám: 583 Játékvezetők: Andreia Silva (BRA), Martin Vulić (CRO), Yasmina Alcaraz (ESP) |
| 2022. szeptember 23. 12:00 (4:00) | (24–9, 14–25, 16–12, 15–18) Jegyzőkönyv |           |            | Sydney SuperDome, Sydney Nézőszám: 583 Játékvezetők: Andreia Silva (BRA), Martin Vulić (CRO), Yasmina Alcaraz (ESP) |
| 2022. szeptember 23. 12:00 (4:00) | Nogić 13                                | Pont      | Takada 15  | Sydney SuperDome, Sydney Nézőszám: 583 Játékvezetők: Andreia Silva (BRA), Martin Vulić (CRO), Yasmina Alcaraz (ESP) |
| 2022. szeptember 23. 12:00 (4:00) | Nogić 9                                 | Lepattanó | Akaho 7    | Sydney SuperDome, Sydney Nézőszám: 583 Játékvezetők: Andreia Silva (BRA), Martin Vulić (CRO), Yasmina Alcaraz (ESP) |
| 2022. szeptember 23. 12:00 (4:00) | Anderson 8                              | Gólpassz  | Miyazaki 6 | Sydney SuperDome, Sydney Nézőszám: 583 Játékvezetők: Andreia Silva (BRA), Martin Vulić (CRO), Yasmina Alcaraz (ESP) |

| 2022. szeptember 23. 18:00 (10:00) | Franciaország                          | 45–59     | Kanada              | Sydney SuperDome, Sydney Nézőszám: 1763 Játékvezetők: Gatis Saliņš (LAT), Wojciech Liszka (POL), Johnny Batista (PUR) |
| 2022. szeptember 23. 18:00 (10:00) | (9–15, 8–14, 13–16, 15–14) Jegyzőkönyv |           |                     | Sydney SuperDome, Sydney Nézőszám: 1763 Játékvezetők: Gatis Saliņš (LAT), Wojciech Liszka (POL), Johnny Batista (PUR) |
| 2022. szeptember 23. 18:00 (10:00) | Williams 13                            | Pont      | Fields 17           | Sydney SuperDome, Sydney Nézőszám: 1763 Játékvezetők: Gatis Saliņš (LAT), Wojciech Liszka (POL), Johnny Batista (PUR) |
| 2022. szeptember 23. 18:00 (10:00) | Williams 8                             | Lepattanó | Alexander 14        | Sydney SuperDome, Sydney Nézőszám: 1763 Játékvezetők: Gatis Saliņš (LAT), Wojciech Liszka (POL), Johnny Batista (PUR) |
| 2022. szeptember 23. 18:00 (10:00) | Michel, Rupert 3                       | Gólpassz  | Alexander, Colley 3 | Sydney SuperDome, Sydney Nézőszám: 1763 Játékvezetők: Gatis Saliņš (LAT), Wojciech Liszka (POL), Johnny Batista (PUR) |

| 2022. szeptember 23. 20:30 (12:30) | Mali                                     | 58–118    | Ausztrália       | Sydney SuperDome, Sydney Nézőszám: 3563 Játékvezetők: Amy Bonner (USA), Blanca Burns (USA), Yana Nikogossyan (KAZ) |
| 2022. szeptember 23. 20:30 (12:30) | (12–23, 10–33, 23–36, 13–26) Jegyzőkönyv |           |                  | Sydney SuperDome, Sydney Nézőszám: 3563 Játékvezetők: Amy Bonner (USA), Blanca Burns (USA), Yana Nikogossyan (KAZ) |
| 2022. szeptember 23. 20:30 (12:30) | N'Diaye 15                               | Pont      | Magbegor 15      | Sydney SuperDome, Sydney Nézőszám: 3563 Játékvezetők: Amy Bonner (USA), Blanca Burns (USA), Yana Nikogossyan (KAZ) |
| 2022. szeptember 23. 20:30 (12:30) | Koné 6                                   | Lepattanó | Blicavs 8        | Sydney SuperDome, Sydney Nézőszám: 3563 Játékvezetők: Amy Bonner (USA), Blanca Burns (USA), Yana Nikogossyan (KAZ) |
| 2022. szeptember 23. 20:30 (12:30) | Koné 5                                   | Gólpassz  | Madgen, Talbot 5 | Sydney SuperDome, Sydney Nézőszám: 3563 Játékvezetők: Amy Bonner (USA), Blanca Burns (USA), Yana Nikogossyan (KAZ) |

| 2022. szeptember 25. 14:30 (6:30) | Mali                                     | 59–74     | Franciaország | Sydney SuperDome, Sydney Nézőszám: 683 Játékvezetők: Wojciech Liszka (POL), Ryan Jones (NZL), Joyce Muchenu (ZIM) |
| 2022. szeptember 25. 14:30 (6:30) | (21–17, 11–25, 14–15, 13–17) Jegyzőkönyv |           |               | Sydney SuperDome, Sydney Nézőszám: 683 Játékvezetők: Wojciech Liszka (POL), Ryan Jones (NZL), Joyce Muchenu (ZIM) |
| 2022. szeptember 25. 14:30 (6:30) | Koné 18                                  | Pont      | Williams 14   | Sydney SuperDome, Sydney Nézőszám: 683 Játékvezetők: Wojciech Liszka (POL), Ryan Jones (NZL), Joyce Muchenu (ZIM) |
| 2022. szeptember 25. 14:30 (6:30) | Koné 18                                  | Lepattanó | Williams 7    | Sydney SuperDome, Sydney Nézőszám: 683 Játékvezetők: Wojciech Liszka (POL), Ryan Jones (NZL), Joyce Muchenu (ZIM) |
| 2022. szeptember 25. 14:30 (6:30) | Haidara 3                                | Gólpassz  | Williams 6    | Sydney SuperDome, Sydney Nézőszám: 683 Játékvezetők: Wojciech Liszka (POL), Ryan Jones (NZL), Joyce Muchenu (ZIM) |

| 2022. szeptember 25. 18:00 (10:00) | Ausztrália                               | 69–54     | Szerbia     | Sydney SuperDome, Sydney Nézőszám: 9329 Játékvezetők: Maj Forsberg (DEN), Andreia Silva (BRA), Johnny Batista (PUR) |
| 2022. szeptember 25. 18:00 (10:00) | (18–10, 18–18, 17–15, 16–11) Jegyzőkönyv |           |             | Sydney SuperDome, Sydney Nézőszám: 9329 Játékvezetők: Maj Forsberg (DEN), Andreia Silva (BRA), Johnny Batista (PUR) |
| 2022. szeptember 25. 18:00 (10:00) | Allen 16                                 | Pont      | Anderson 16 | Sydney SuperDome, Sydney Nézőszám: 9329 Játékvezetők: Maj Forsberg (DEN), Andreia Silva (BRA), Johnny Batista (PUR) |
| 2022. szeptember 25. 18:00 (10:00) | George 7                                 | Lepattanó | Anderson 7  | Sydney SuperDome, Sydney Nézőszám: 9329 Játékvezetők: Maj Forsberg (DEN), Andreia Silva (BRA), Johnny Batista (PUR) |
| 2022. szeptember 25. 18:00 (10:00) | Tolo 5                                   | Gólpassz  | Anderson 6  | Sydney SuperDome, Sydney Nézőszám: 9329 Játékvezetők: Maj Forsberg (DEN), Andreia Silva (BRA), Johnny Batista (PUR) |

| 2022. szeptember 25. 20:30 (12:30) | Japán                                   | 56–70     | Kanada       | Sydney SuperDome, Sydney Nézőszám: 4781 Játékvezetők: Amy Bonner (USA), Gatis Saliņš (LAT), Blanca Burns (USA) |
| 2022. szeptember 25. 20:30 (12:30) | (12–20, 13–21, 14–20, 17–9) Jegyzőkönyv |           |              | Sydney SuperDome, Sydney Nézőszám: 4781 Játékvezetők: Amy Bonner (USA), Gatis Saliņš (LAT), Blanca Burns (USA) |
| 2022. szeptember 25. 20:30 (12:30) | Takada 11                               | Pont      | Carleton 19  | Sydney SuperDome, Sydney Nézőszám: 4781 Játékvezetők: Amy Bonner (USA), Gatis Saliņš (LAT), Blanca Burns (USA) |
| 2022. szeptember 25. 20:30 (12:30) | Akaho 6                                 | Lepattanó | Alexander 11 | Sydney SuperDome, Sydney Nézőszám: 4781 Játékvezetők: Amy Bonner (USA), Gatis Saliņš (LAT), Blanca Burns (USA) |
| 2022. szeptember 25. 20:30 (12:30) | Miyazaki, Yasuma 5                      | Gólpassz  | Amihere 5    | Sydney SuperDome, Sydney Nézőszám: 4781 Játékvezetők: Amy Bonner (USA), Gatis Saliņš (LAT), Blanca Burns (USA) |

| 2022. szeptember 26. 13:30 (5:30) | Szerbia                                  | 81–68     | Mali      | State Sports Centre, Sydney Nézőszám: 247 Játékvezetők: Yu Jung (TPE), Özlem Yalman (TUR), Johnny Batista (PUR) |
| 2022. szeptember 26. 13:30 (5:30) | (25–25, 18–14, 19–11, 19–18) Jegyzőkönyv |           |           | State Sports Centre, Sydney Nézőszám: 247 Játékvezetők: Yu Jung (TPE), Özlem Yalman (TUR), Johnny Batista (PUR) |
| 2022. szeptember 26. 13:30 (5:30) | Čađo 20                                  | Pont      | Koné 13   | State Sports Centre, Sydney Nézőszám: 247 Játékvezetők: Yu Jung (TPE), Özlem Yalman (TUR), Johnny Batista (PUR) |
| 2022. szeptember 26. 13:30 (5:30) | Krajišnik 12                             | Lepattanó | Koné 11   | State Sports Centre, Sydney Nézőszám: 247 Játékvezetők: Yu Jung (TPE), Özlem Yalman (TUR), Johnny Batista (PUR) |
| 2022. szeptember 26. 13:30 (5:30) | Anderson 9                               | Gólpassz  | Dembélé 3 | State Sports Centre, Sydney Nézőszám: 247 Játékvezetők: Yu Jung (TPE), Özlem Yalman (TUR), Johnny Batista (PUR) |

| 2022. szeptember 26. 16:00 (8:00) | Franciaország                          | 67–53     | Japán       | State Sports Centre, Sydney Nézőszám: 429 Játékvezetők: Amy Bonner (USA), Gatis Saliņš (LAT), Andreia Silva (BRA) |
| 2022. szeptember 26. 16:00 (8:00) | (16–5, 13–21, 19–18, 19–9) Jegyzőkönyv |           |             | State Sports Centre, Sydney Nézőszám: 429 Játékvezetők: Amy Bonner (USA), Gatis Saliņš (LAT), Andreia Silva (BRA) |
| 2022. szeptember 26. 16:00 (8:00) | Williams 16                            | Pont      | Miyazaki 13 | State Sports Centre, Sydney Nézőszám: 429 Játékvezetők: Amy Bonner (USA), Gatis Saliņš (LAT), Andreia Silva (BRA) |
| 2022. szeptember 26. 16:00 (8:00) | Rupert 12                              | Lepattanó | Takada 9    | State Sports Centre, Sydney Nézőszám: 429 Játékvezetők: Amy Bonner (USA), Gatis Saliņš (LAT), Andreia Silva (BRA) |
| 2022. szeptember 26. 16:00 (8:00) | Fauthoux 8                             | Gólpassz  | Miyazaki 4  | State Sports Centre, Sydney Nézőszám: 429 Játékvezetők: Amy Bonner (USA), Gatis Saliņš (LAT), Andreia Silva (BRA) |

| 2022. szeptember 26. 20:30 (12:30) | Kanada                                   | 72–75     | Ausztrália  | Sydney SuperDome, Sydney Nézőszám: 6801 Játékvezetők: Julio Anaya (PAN), Wojciech Liszka (POL), Blanca Burns (USA) |
| 2022. szeptember 26. 20:30 (12:30) | (23–14, 10–24, 24–13, 15–24) Jegyzőkönyv |           |             | Sydney SuperDome, Sydney Nézőszám: 6801 Játékvezetők: Julio Anaya (PAN), Wojciech Liszka (POL), Blanca Burns (USA) |
| 2022. szeptember 26. 20:30 (12:30) | Fields 17                                | Pont      | Magbegor 16 | Sydney SuperDome, Sydney Nézőszám: 6801 Játékvezetők: Julio Anaya (PAN), Wojciech Liszka (POL), Blanca Burns (USA) |
| 2022. szeptember 26. 20:30 (12:30) | Alexander 11                             | Lepattanó | Talbot 9    | Sydney SuperDome, Sydney Nézőszám: 6801 Játékvezetők: Julio Anaya (PAN), Wojciech Liszka (POL), Blanca Burns (USA) |
| 2022. szeptember 26. 20:30 (12:30) | Fields 3                                 | Gólpassz  | Talbot 8    | Sydney SuperDome, Sydney Nézőszám: 6801 Játékvezetők: Julio Anaya (PAN), Wojciech Liszka (POL), Blanca Burns (USA) |

| 2022. szeptember 27. 16:00 (8:00) | Mali                                     | 65–88     | Kanada          | State Sports Centre, Sydney Nézőszám: 1359 Játékvezetők: Maj Forsberg (DEN), Ryan Jones (NZL), Ariadna Chueca (ESP) |
| 2022. szeptember 27. 16:00 (8:00) | (16–33, 13–20, 17–17, 19–18) Jegyzőkönyv |           |                 | State Sports Centre, Sydney Nézőszám: 1359 Játékvezetők: Maj Forsberg (DEN), Ryan Jones (NZL), Ariadna Chueca (ESP) |
| 2022. szeptember 27. 16:00 (8:00) | Dembélé, N'Diaye 12                      | Pont      | Carleton 27     | State Sports Centre, Sydney Nézőszám: 1359 Játékvezetők: Maj Forsberg (DEN), Ryan Jones (NZL), Ariadna Chueca (ESP) |
| 2022. szeptember 27. 16:00 (8:00) | Koné 10                                  | Lepattanó | Alexander 14    | State Sports Centre, Sydney Nézőszám: 1359 Játékvezetők: Maj Forsberg (DEN), Ryan Jones (NZL), Ariadna Chueca (ESP) |
| 2022. szeptember 27. 16:00 (8:00) | Haidara, N'Diaye 3                       | Gólpassz  | három játékos 4 | State Sports Centre, Sydney Nézőszám: 1359 Játékvezetők: Maj Forsberg (DEN), Ryan Jones (NZL), Ariadna Chueca (ESP) |

| 2022. szeptember 27. 17:30 (9:30) | Szerbia                                  | 68–62     | Franciaország   | Sydney SuperDome, Sydney Nézőszám: 2862 Játékvezetők: Amy Bonner (USA), Johnny Batista (PUR), Blanca Burns (USA) |
| 2022. szeptember 27. 17:30 (9:30) | (24–17, 13–15, 16–14, 15–16) Jegyzőkönyv |           |                 | Sydney SuperDome, Sydney Nézőszám: 2862 Játékvezetők: Amy Bonner (USA), Johnny Batista (PUR), Blanca Burns (USA) |
| 2022. szeptember 27. 17:30 (9:30) | Anderson 18                              | Pont      | Chartereau 16   | Sydney SuperDome, Sydney Nézőszám: 2862 Játékvezetők: Amy Bonner (USA), Johnny Batista (PUR), Blanca Burns (USA) |
| 2022. szeptember 27. 17:30 (9:30) | Krajišnik 13                             | Lepattanó | Williams 5      | Sydney SuperDome, Sydney Nézőszám: 2862 Játékvezetők: Amy Bonner (USA), Johnny Batista (PUR), Blanca Burns (USA) |
| 2022. szeptember 27. 17:30 (9:30) | Anderson 6                               | Gólpassz  | három játékos 4 | Sydney SuperDome, Sydney Nézőszám: 2862 Játékvezetők: Amy Bonner (USA), Johnny Batista (PUR), Blanca Burns (USA) |

| 2022. szeptember 27. 20:30 (12:30) | Ausztrália                              | 71–54     | Japán       | Sydney SuperDome, Sydney Nézőszám: 5923 Játékvezetők: Julio Anaya (PAN), Martin Vulić (CRO), Yasmina Alcaraz (ESP) |
| 2022. szeptember 27. 20:30 (12:30) | (16–18, 20–16, 20–9, 15–11) Jegyzőkönyv |           |             | Sydney SuperDome, Sydney Nézőszám: 5923 Játékvezetők: Julio Anaya (PAN), Martin Vulić (CRO), Yasmina Alcaraz (ESP) |
| 2022. szeptember 27. 20:30 (12:30) | Whitcomb 15                             | Pont      | Okoye 14    | Sydney SuperDome, Sydney Nézőszám: 5923 Játékvezetők: Julio Anaya (PAN), Martin Vulić (CRO), Yasmina Alcaraz (ESP) |
| 2022. szeptember 27. 20:30 (12:30) | George 9                                | Lepattanó | Tokashiki 7 | Sydney SuperDome, Sydney Nézőszám: 5923 Játékvezetők: Julio Anaya (PAN), Martin Vulić (CRO), Yasmina Alcaraz (ESP) |
| 2022. szeptember 27. 20:30 (12:30) | Madgen 6                                | Gólpassz  | Miyazaki 5  | Sydney SuperDome, Sydney Nézőszám: 5923 Játékvezetők: Julio Anaya (PAN), Martin Vulić (CRO), Yasmina Alcaraz (ESP) |

## Egyenes kieséses szakasz
A negyeddöntő párosításait sorsolás döntötte el. Az első két helyezettet a másik csoport két harmadik és negyedik helyezettjével párosították.
|  |                |                  |                  |                  |    |            |            |            |               |               |               |       |       |
|  | Negyeddöntők   | Negyeddöntők     | Negyeddöntők     |                  |    | Elődöntők  | Elődöntők  | Elődöntők  |               |               | Döntő         | Döntő | Döntő |
|  | Negyeddöntők   | Negyeddöntők     | Negyeddöntők     |                  |    | Elődöntők  | Elődöntők  | Elődöntők  |               |               | Döntő         | Döntő | Döntő |
|  | szeptember 29. |                  |                  |                  |    |            |            |            |               |               |               |       |       |
|  |                |                  |                  |                  |    |            |            |            |               |               |               |       |       |
|  | A3             | Belgium          | 69               |                  |    |            |            |            |               |               |               |       |       |
|  | A3             | Belgium          | 69               | szeptember 30.   |    |            |            |            |               |               |               |       |       |
|  | B1             | Ausztrália       | 86               |                  |    |            |            |            |               |               |               |       |       |
|  | B1             | Ausztrália       | 86               |                  |    | Ausztrália | Ausztrália | 59         |               |               |               |       |       |
|  | szeptember 29. |                  |                  |                  |    | Ausztrália | Ausztrália | 59         |               |               |               |       |       |
|  |                |                  | Kína             | Kína             | 61 |            |            |            |               |               |               |       |       |
|  | A2             | Kína             | Kína             | Kína             | 61 | 85         |            |            |               |               |               |       |       |
|  | A2             | Kína             |                  |                  |    | 85         | október 1. |            |               |               |               |       |       |
|  | B4             | Franciaország    | 71               |                  |    |            |            |            |               |               |               |       |       |
|  | B4             | Franciaország    | 71               |                  |    | Kína       | Kína       | 61         |               |               |               |       |       |
|  | szeptember 29. |                  |                  |                  |    | Kína       | Kína       | 61         |               |               |               |       |       |
|  |                |                  | Egyesült Államok | Egyesült Államok | 83 |            |            |            |               |               |               |       |       |
|  | A4             | Puerto Rico      | Egyesült Államok | Egyesült Államok | 83 | 60         |            |            |               |               |               |       |       |
|  | A4             | Puerto Rico      | szeptember 30.   |                  |    | 60         |            |            |               |               |               |       |       |
|  | B2             | Kanada           | 79               |                  |    |            |            |            |               |               |               |       |       |
|  | B2             | Kanada           | 79               |                  |    | Kanada     | Kanada     | 43         | Bronzmérkőzés | Bronzmérkőzés | Bronzmérkőzés |       |       |
|  | szeptember 29. |                  |                  |                  |    | Kanada     | Kanada     | 43         | Bronzmérkőzés | Bronzmérkőzés | Bronzmérkőzés |       |       |
|  |                |                  | Egyesült Államok | Egyesült Államok | 83 |            |            | október 1. | október 1.    | október 1.    |               |       |       |
|  | A1             | Egyesült Államok | Egyesült Államok | Egyesült Államok | 83 | 88         |            | október 1. | október 1.    | október 1.    |               |       |       |
|  | A1             | Egyesült Államok |                  |                  |    |            |            | Ausztrália | Ausztrália    | 95            |               |       |       |
|  | B3             | Szerbia          | 55               |                  |    |            |            | Ausztrália | Ausztrália    | 95            |               |       |       |
|  | B3             | Szerbia          | 55               |                  |    | Kanada     | Kanada     | 65         |               |               |               |       |       |
|  |                |                  |                  |                  |    | Kanada     | Kanada     | 65         |               |               |               |       |       |

### Negyeddöntők
| 2022. szeptember 29. 12:00 (4:00) | Egyesült Államok                        | 88–55     | Szerbia     | Sydney SuperDome, Sydney Nézőszám: 1327 Játékvezetők: Gatis Saliņš (LAT), Scott Beker (AUS), Wojciech Liszka (POL) |
| 2022. szeptember 29. 12:00 (4:00) | (25–23, 25–10, 16–7, 22–15) Jegyzőkönyv |           |             | Sydney SuperDome, Sydney Nézőszám: 1327 Játékvezetők: Gatis Saliņš (LAT), Scott Beker (AUS), Wojciech Liszka (POL) |
| 2022. szeptember 29. 12:00 (4:00) | Plum 17                                 | Pont      | Anderson 14 | Sydney SuperDome, Sydney Nézőszám: 1327 Játékvezetők: Gatis Saliņš (LAT), Scott Beker (AUS), Wojciech Liszka (POL) |
| 2022. szeptember 29. 12:00 (4:00) | Thomas 14                               | Lepattanó | Raca 7      | Sydney SuperDome, Sydney Nézőszám: 1327 Játékvezetők: Gatis Saliņš (LAT), Scott Beker (AUS), Wojciech Liszka (POL) |
| 2022. szeptember 29. 12:00 (4:00) | Thomas 7                                | Gólpassz  | Anderson 7  | Sydney SuperDome, Sydney Nézőszám: 1327 Játékvezetők: Gatis Saliņš (LAT), Scott Beker (AUS), Wojciech Liszka (POL) |

| 2022. szeptember 29. 14:30 (6:30) | Puerto Rico                              | 60–79     | Kanada       | Sydney SuperDome, Sydney Nézőszám: 1437 Játékvezetők: Julio Anaya (PAN), Viola Györgyi (NOR), Daigo Urushima (JPN) |
| 2022. szeptember 29. 14:30 (6:30) | (11–26, 12–18, 19–16, 18–19) Jegyzőkönyv |           |              | Sydney SuperDome, Sydney Nézőszám: 1437 Játékvezetők: Julio Anaya (PAN), Viola Györgyi (NOR), Daigo Urushima (JPN) |
| 2022. szeptember 29. 14:30 (6:30) | Guirantes 19                             | Pont      | Nurse 17     | Sydney SuperDome, Sydney Nézőszám: 1437 Játékvezetők: Julio Anaya (PAN), Viola Györgyi (NOR), Daigo Urushima (JPN) |
| 2022. szeptember 29. 14:30 (6:30) | Hollingshed 12                           | Lepattanó | Alexander 13 | Sydney SuperDome, Sydney Nézőszám: 1437 Játékvezetők: Julio Anaya (PAN), Viola Györgyi (NOR), Daigo Urushima (JPN) |
| 2022. szeptember 29. 14:30 (6:30) | Guirantes 3                              | Gólpassz  | Colley 6     | Sydney SuperDome, Sydney Nézőszám: 1437 Játékvezetők: Julio Anaya (PAN), Viola Györgyi (NOR), Daigo Urushima (JPN) |

| 2022. szeptember 29. 18:00 (10:00) | Kína                                     | 85–71     | Franciaország      | Sydney SuperDome, Sydney Nézőszám: 6241 Játékvezetők: Maj Forsberg (DEN), Martin Vulić (CRO), Blanca Burns (USA) |
| 2022. szeptember 29. 18:00 (10:00) | (25–25, 25–14, 16–19, 19–13) Jegyzőkönyv |           |                    | Sydney SuperDome, Sydney Nézőszám: 6241 Játékvezetők: Maj Forsberg (DEN), Martin Vulić (CRO), Blanca Burns (USA) |
| 2022. szeptember 29. 18:00 (10:00) | Li M. 23                                 | Pont      | Fauthoux 19        | Sydney SuperDome, Sydney Nézőszám: 6241 Játékvezetők: Maj Forsberg (DEN), Martin Vulić (CRO), Blanca Burns (USA) |
| 2022. szeptember 29. 18:00 (10:00) | Han 9                                    | Lepattanó | Michel 6           | Sydney SuperDome, Sydney Nézőszám: 6241 Játékvezetők: Maj Forsberg (DEN), Martin Vulić (CRO), Blanca Burns (USA) |
| 2022. szeptember 29. 18:00 (10:00) | Li Yua. 7                                | Gólpassz  | Michel, Williams 6 | Sydney SuperDome, Sydney Nézőszám: 6241 Játékvezetők: Maj Forsberg (DEN), Martin Vulić (CRO), Blanca Burns (USA) |

| 2022. szeptember 29. 20:30 (12:30) | Belgium                                  | 69–86     | Ausztrália        | Sydney SuperDome, Sydney Nézőszám: 8421 Játékvezetők: Amy Bonner (USA), Maripier Malo (CAN), Johnny Batista (PUR) |
| 2022. szeptember 29. 20:30 (12:30) | (16–26, 21–26, 11–20, 21–14) Jegyzőkönyv |           |                   | Sydney SuperDome, Sydney Nézőszám: 8421 Játékvezetők: Amy Bonner (USA), Maripier Malo (CAN), Johnny Batista (PUR) |
| 2022. szeptember 29. 20:30 (12:30) | Allemand 15                              | Pont      | George 19         | Sydney SuperDome, Sydney Nézőszám: 8421 Játékvezetők: Amy Bonner (USA), Maripier Malo (CAN), Johnny Batista (PUR) |
| 2022. szeptember 29. 20:30 (12:30) | Linskens 5                               | Lepattanó | Blicavs, George 9 | Sydney SuperDome, Sydney Nézőszám: 8421 Játékvezetők: Amy Bonner (USA), Maripier Malo (CAN), Johnny Batista (PUR) |
| 2022. szeptember 29. 20:30 (12:30) | Allemand 7                               | Gólpassz  | Talbot 9          | Sydney SuperDome, Sydney Nézőszám: 8421 Játékvezetők: Amy Bonner (USA), Maripier Malo (CAN), Johnny Batista (PUR) |

### Elődöntők
| 2022. szeptember 30. 17:00 (9:00) | Kanada                                 | 43–83     | Egyesült Államok | Sydney SuperDome, Sydney Nézőszám: 5661 Játékvezetők: Julio Anaya (PAN), Andreia Silva (BRA), Viola Györgyi (NOR) |
| 2022. szeptember 30. 17:00 (9:00) | (7–27, 14–18, 8–22, 14–16) Jegyzőkönyv |           |                  | Sydney SuperDome, Sydney Nézőszám: 5661 Játékvezetők: Julio Anaya (PAN), Andreia Silva (BRA), Viola Györgyi (NOR) |
| 2022. szeptember 30. 17:00 (9:00) | Amihere 8                              | Pont      | Stewart 17       | Sydney SuperDome, Sydney Nézőszám: 5661 Játékvezetők: Julio Anaya (PAN), Andreia Silva (BRA), Viola Györgyi (NOR) |
| 2022. szeptember 30. 17:00 (9:00) | Carleton, Kyei 5                       | Lepattanó | Wilson 12        | Sydney SuperDome, Sydney Nézőszám: 5661 Játékvezetők: Julio Anaya (PAN), Andreia Silva (BRA), Viola Györgyi (NOR) |
| 2022. szeptember 30. 17:00 (9:00) | Achonwa, König 2                       | Gólpassz  | Gray 8           | Sydney SuperDome, Sydney Nézőszám: 5661 Játékvezetők: Julio Anaya (PAN), Andreia Silva (BRA), Viola Györgyi (NOR) |

| 2022. szeptember 30. 19:30 (11:30) | Ausztrália                               | 59–61     | Kína   | Sydney SuperDome, Sydney Nézőszám: 11 916 Játékvezetők: Gatis Saliņš (LAT), Wojciech Liszka (POL), Martin Vulić (CRO) |
| 2022. szeptember 30. 19:30 (11:30) | (17–13, 13–23, 14–11, 15–14) Jegyzőkönyv |           |        | Sydney SuperDome, Sydney Nézőszám: 11 916 Játékvezetők: Gatis Saliņš (LAT), Wojciech Liszka (POL), Martin Vulić (CRO) |
| 2022. szeptember 30. 19:30 (11:30) | Whitcomb 15                              | Pont      | Han 19 | Sydney SuperDome, Sydney Nézőszám: 11 916 Játékvezetők: Gatis Saliņš (LAT), Wojciech Liszka (POL), Martin Vulić (CRO) |
| 2022. szeptember 30. 19:30 (11:30) | Talbot 10                                | Lepattanó | Han 11 | Sydney SuperDome, Sydney Nézőszám: 11 916 Játékvezetők: Gatis Saliņš (LAT), Wojciech Liszka (POL), Martin Vulić (CRO) |
| 2022. szeptember 30. 19:30 (11:30) | Talbot, Whitcomb 3                       | Gólpassz  | Yang 4 | Sydney SuperDome, Sydney Nézőszám: 11 916 Játékvezetők: Gatis Saliņš (LAT), Wojciech Liszka (POL), Martin Vulić (CRO) |

### Bronzmérkőzés
| 2022. október 1. 13:00 (5:00) | Ausztrália                               | 95–65     | Kanada    | Sydney SuperDome, Sydney Nézőszám: 9454 Játékvezetők: Amy Bonner (USA), Maj Forsberg (DEN), Blanca Burns (USA) |
| 2022. október 1. 13:00 (5:00) | (27–21, 24–22, 20–11, 24–11) Jegyzőkönyv |           |           | Sydney SuperDome, Sydney Nézőszám: 9454 Játékvezetők: Amy Bonner (USA), Maj Forsberg (DEN), Blanca Burns (USA) |
| 2022. október 1. 13:00 (5:00) | Jackson 30                               | Pont      | Nurse 19  | Sydney SuperDome, Sydney Nézőszám: 9454 Játékvezetők: Amy Bonner (USA), Maj Forsberg (DEN), Blanca Burns (USA) |
| 2022. október 1. 13:00 (5:00) | Talbot 8                                 | Lepattanó | Amihere 5 | Sydney SuperDome, Sydney Nézőszám: 9454 Játékvezetők: Amy Bonner (USA), Maj Forsberg (DEN), Blanca Burns (USA) |
| 2022. október 1. 13:00 (5:00) | Talbot 8                                 | Gólpassz  | Fields 4  | Sydney SuperDome, Sydney Nézőszám: 9454 Játékvezetők: Amy Bonner (USA), Maj Forsberg (DEN), Blanca Burns (USA) |

### Döntő
| 2022. október 1. 16:00 (8:00) | Kína                                     | 61–83     | Egyesült Államok | Sydney SuperDome, Sydney Nézőszám: 15 895 Játékvezetők: Gatis Saliņš (LAT), Julio Anaya (PAN), Wojciech Liszka (POL) |
| 2022. október 1. 16:00 (8:00) | (13–18, 20–25, 14–25, 14–15) Jegyzőkönyv |           |                  | Sydney SuperDome, Sydney Nézőszám: 15 895 Játékvezetők: Gatis Saliņš (LAT), Julio Anaya (PAN), Wojciech Liszka (POL) |
| 2022. október 1. 16:00 (8:00) | Li Yue. 19                               | Pont      | Wilson 19        | Sydney SuperDome, Sydney Nézőszám: 15 895 Játékvezetők: Gatis Saliņš (LAT), Julio Anaya (PAN), Wojciech Liszka (POL) |
| 2022. október 1. 16:00 (8:00) | Li Yue. 12                               | Lepattanó | Thomas 9         | Sydney SuperDome, Sydney Nézőszám: 15 895 Játékvezetők: Gatis Saliņš (LAT), Julio Anaya (PAN), Wojciech Liszka (POL) |
| 2022. október 1. 16:00 (8:00) | Yang 4                                   | Gólpassz  | Gray 8           | Sydney SuperDome, Sydney Nézőszám: 15 895 Játékvezetők: Gatis Saliņš (LAT), Julio Anaya (PAN), Wojciech Liszka (POL) |

| A 2022-es női kosárlabda-világbajnokság győztese |
| ------------------------------------------------ |
| · Egyesült Államok · 11. cím                     |

## Végeredmény
| Arany | Egyesült Államok    |  |  |  |  |  |  |  |  |
| Ezüst | Kína                |  |  |  |  |  |  |  |  |
| Bronz | Ausztrália          |  |  |  |  |  |  |  |  |
| 4.    | Kanada              |  |  |  |  |  |  |  |  |
|       |                     |  |  |  |  |  |  |  |  |
| 5.    | Belgium             |  |  |  |  |  |  |  |  |
| 6.    | Szerbia             |  |  |  |  |  |  |  |  |
| 7.    | Franciaország       |  |  |  |  |  |  |  |  |
| 8.    | Puerto Rico         |  |  |  |  |  |  |  |  |
|       |                     |  |  |  |  |  |  |  |  |
| 9.    | Japán               |  |  |  |  |  |  |  |  |
| 10.   | Dél-Korea           |  |  |  |  |  |  |  |  |
| 11.   | Mali                |  |  |  |  |  |  |  |  |
| 12.   | Bosznia-Hercegovina |  |  |  |  |  |  |  |  |